# Calceby
Calceby är en by i civil parish South Thoresby, i distriktet East Lindsey, i grevskapet Lincolnshire, i England. Byn är belägen 13 km från Louth. Calceby var en civil parish fram till 1987 när blev den en del av South Thoresby. Civil parish hade 32 invånare år 1961. Byn nämndes i Domedagsboken (Domesday Book) år 1086, och kallades då Calesbi.